# یک صندلی پشت میز
یک صندلی پشت میز (انگلیسی: A Seat at the Table) سومین آلبوم استودیویی از خواننده-ترانه‌نویس آمریکایی سولانج است. این آلبوم در ۳۰ سپتامبر ۲۰۱۶ توسط سولانج نولز و کلمبیا رکوردز منتشر شد. سرایش آلبوم از سال ۲۰۰۸ آغاز شد و تهیه و تولید آن از سال ۲۰۱۳ تا ۲۰۱۶ ادامه داشت. سولانچ در ساخت این پروژه با تهیه‌کنندگان و موسیقی‌دانان مختلفی همکاری کرد.
این آلبوم با استقبال گسترده از منتقدان موسیقی روبرو شد و به رتبه اول در جدول بیلبورد ۲۰۰ رسید و توانست جایزه گرمی برای بهترین آلبوم عملکردی آراندبی را دریافت کند.